# David Lynch
David Lynch (Missoula, Montana, 1946. január 20. – Los Angeles, 2025. január 15.) kétszeres César-díjas amerikai filmrendező, filmproducer és vizuális művész. A Veszett a világ, a Radírfej, a Kék bársony, a Mulholland Drive és a Dűne című filmek rendezője, a Twin Peaks televíziós sorozat megalkotója.

## Élete
Első feleségétől, Peggy-től született lánya Jennifer Chambers Lynch, szintén rendező.

## Életpályája
Lynch 1946-ban született Montana állam egyik kisvárosában, Missoulában. A középiskola után Bostonban tanult a School of the Museum of Fine Arts-on. Több rövidfilmet készített az 1960-as években. Első nagyjátékfilmjét, a Radírfejet, melyet saját bevallása szerint részben felesége terhessége és az apává válással kapcsolatban érzett szorongása inspirált, 1977-ben mutatták be. Elkészítése közel öt évig tartott. A Radírfej kedvező fogadtatásra talált, Mel Brooks producer felkérte Az elefántember rendezésére. A film Joseph Merrick, az „elefántember” életét dolgozta fel. Lynch második rendezése nagy siker volt, számos díjat nyert és 8 Oscarra is jelölték.
George Lucas rendező felkérte Lynch-et a Csillagok háborúja: A jedi visszatér rendezésére, de Lynch nemet mondott. Helyette Frank Herbert A Dűne című regényének filmváltozatát készítette el, de az azonos című filmalkotás megbukott a mozipénztáraknál.
Lynch 1986-ban tért vissza a Kék bársony című filmjével. Az Isabella Rossellini, Dennis Hopper és Kyle MacLachlan főszereplésével készült alkotást a rendező legjobbjai között tartják számon. A filmért Lynch-et újra jelölték rendezőként Oscar-díjra. Négy évvel később, Barry Gifford azonos című regényéből készült filmje, a Veszett a világ elnyerte a Cannes-i fesztivál fődíját, az Arany Pálmát. Lynch nemcsak rendezte a filmet, hanem a forgatókönyvet is ő írta. Még ugyanebben az évben kezdték sugározni a Twin Peaks című nagy sikerű televíziós sorozatot, melynek Mark Frosttal karöltve megalkotója, forgatókönyvírója volt. A 30 részes sorozatból 6 részt maga is rendezett. A Twin Peaks – Tűz, jöjj velem! című filmjében a sorozat előzményeit – Laura Palmer életének utolsó hét napját – dolgozza fel. A Tűz, jöjj velem! se a közönségnek, se a kritikusoknak nem tetszett. Emiatt Lynch-csel óvatosabbak lettek a produkciós cégek: több filmterve és forgatókönyve is elutasításra talált. Következő filmjét, a Lost Highway – Útvesztőbent öt évvel később mutatták be. A film ötlete jóval korábban megszületett, de a forgatókönyv megírása éveket vett igénybe. Lynch számára ez az öt év mégsem telt eseménytelenül: az On the Air és a Hotel Room című televíziós sorozatok készítésében működött közre. Két évvel a Lost Highway után, az igaz történet alapján készült The Straight Story – Igaz történet (1997) című filmjét mutatták be, mely merőben eltért Lynch korábbi alkotásaitól. A film Alvin Straightről szól, aki 240 mérföldet tett meg traktorjával, hogy meglátogassa beteg fivérét. A 2001-ben bemutatott Mulholland Drive – A sötétség útja, mely eredetileg egy televíziós sorozat terveként indult, meghozta Lynch harmadik rendezői Oscar jelölését. Történetvezetése és képi világa sok hasonlóságot mutat az Lost Highway – Útvesztőben című filmjével. 2006-ban rendezte meg utolsó nagyjátékfilmjét, az Inland Empire-et. A Twin Peaks – a rajongók nagy örömére – 25 évvel a második évad lezárása után folytatást kapott: 2017-ben a sorozat visszatért egy harmadik évaddal, melynek már minden epizódját Lynch rendezte.
2019-ben Oscar-életműdíjjal tüntette ki az Amerikai Filmművészeti és Filmtudományi Akadémia.
2025. január 15-én – öt nappal a 79. születésnapja előtt – hunyt el.

## Filmográfia

### Mozifilmek
- Radírfej (1977)
- Az elefántember (1980)
- Dűne (1984)
- Kék bársony (1986)
- Veszett a világ (1990)
- Twin Peaks – Tűz, jöjj velem! (1992)
- Lost Highway – Útvesztőben (1997)
- The Straight Story – Igaz történet (1999)
- Mulholland Drive – A sötétség útja (2001)
- Inland Empire (2006)

### Rövidfilmek
- Six Men Getting Sick (1966)
- Absurd Encounter with Fear (1967)
- Fictitious Anacin Commercial (1967)
- The Alphabet (1968)
- The Grandmother (1970)
- The Amputee (1974)
- The Cowboy and the Frenchman (1988)
- Industrial Symphony No. 1: The Dream of the Broken Hearted (1990)
- Premonitions Following an Evil Deed (1995)
- Darkened Room (2002)
- Ballerina (2006)
- Boat (2007)
- Bug Crawls (2007)
- Scissors (2008)
- What Did Jack do (2017)

### Televíziós és digitális sorozatok
- Twin Peaks (tévésorozat) (1990-91)
- On the Air (tévésorozat) (1992)
- Hotel Room (tévésorozat) (1993)
- Rabbits (online sorozat) (2002)
- Dumbland (online sorozat) (2002)
- Out Yonder (online sorozat) (200?)
- Shot in the Back of the Head (2009)
- Interview Project (online sorozat) (2009)
- Twin Peaks (tévésorozat) (2017)

## Diszkográfia
- BlueBOB (2001)
- Crazy Clown Time (2011)
- The Big Dream (2013)
- Cellophane Memories (2024)

### Egyéb munkái
- Duran Duran: Unstaged (dokumentumfilm) (2014)
- Twin Peaks: The Missing Pieces (játékfilm a Fire Walk With Me-ből kimaradt jelenetekkel) (2014)

## Fontosabb díjak, jelölések
- Oscar-díj
  - 2002 jelölés: legjobb rendező (Mulholland Drive – A sötétség útja)
  - 1987 jelölés: legjobb rendező (Kék bársony)
  - 1981 jelölés: legjobb rendező (Az elefántember)
  - 1981 jelölés: legjobb adaptált forgatókönyv (Az elefántember)
- Golden Globe-díj
  - 2002 jelölés: legjobb filmrendező (Mulholland Drive – A sötétség útja)
  - 2002 jelölés: legjobb forgatókönyv (Mulholland Drive – A sötétség útja)
  - 1987 jelölés: legjobb forgatókönyv (Kék bársony)
  - 1981 jelölés: legjobb filmrendező (Az elefántember)
- Cannes-i fesztivál
  - 2001 díj: legjobb rendezés (Mulholland Drive – A sötétség útja)
  - 2001 jelölés: Arany Pálma (Mulholland Drive – A sötétség útja)
  - 1999 jelölés: Arany Pálma (The Straight Story – Igaz történet)
  - 1992 jelölés: Arany Pálma (Twin Peaks – Tűz, jöjj velem!)
  - 1990 díj: Arany Pálma (Veszett a világ)
- Velencei Nemzetközi Filmfesztivál
  - 2006 díj: Future Film Festival Digital Award (Inland Empire)
  - 2006 díj: Arany Oroszlán – Életműdíj
- César-díj
  - 2002 díj: legjobb külföldi film (Mulholland Drive – A sötétség útja)
  - 1982 díj: legjobb külföldi film (Az elefántember)
- Tiszteletbeli Oscar
  - 2019: Academy Honorary Award – Tiszteletbeli Oscar-díj[22]

## Magyar nyelvű kötetek
- Beszélgetések; szerk. Chris Rodley, ford. Stőhr Lóránt; Osiris, Bp., 2003 (Osiris könyvtár. Film)
- Hogyan fogjunk nagy halat? Meditáció, tudat és kreativitás; ford. Gerevich András; Kalligram, Pozsony, 2007
- Twin Peaks. A színfalak mögött; szerk. Mark A. Altman, ford. Jolesz Dávid; Vintage Media, Bp., 2016
- David Lynch–Kristine McKenna: Aminek álmodom; ford. Berta Ádám; Athenaeum, Bp., 2018